# زرگان (قفقاز)
زرگان (به ترکی آذربایجانی: Zarağan) یک منطقهٔ مسکونی در جمهوری آذربایجان است که در شهرستان قبه‌له واقع شده‌است. زرگان ۲۸۰۴ نفر جمعیت دارد.